# كتلة حرجة
الكتلة الحرجة (بالإنجليزية: critical mass)‏ في الفيزياء النووية وفيزياء المفاعلات النووية Reactor Physics هي أقل كتلة من اليورانيوم-235 أو البلوتونيوم-239 (أو بعض العناصر الأخرى فوق اليورانيوم)التي يمكن أن يتم فيها التفاعل المتسلسل من دون توقف، وفي هذه الحالة يكون عدد النيوترونات داخل الكتلة الحرجة ثابتا.

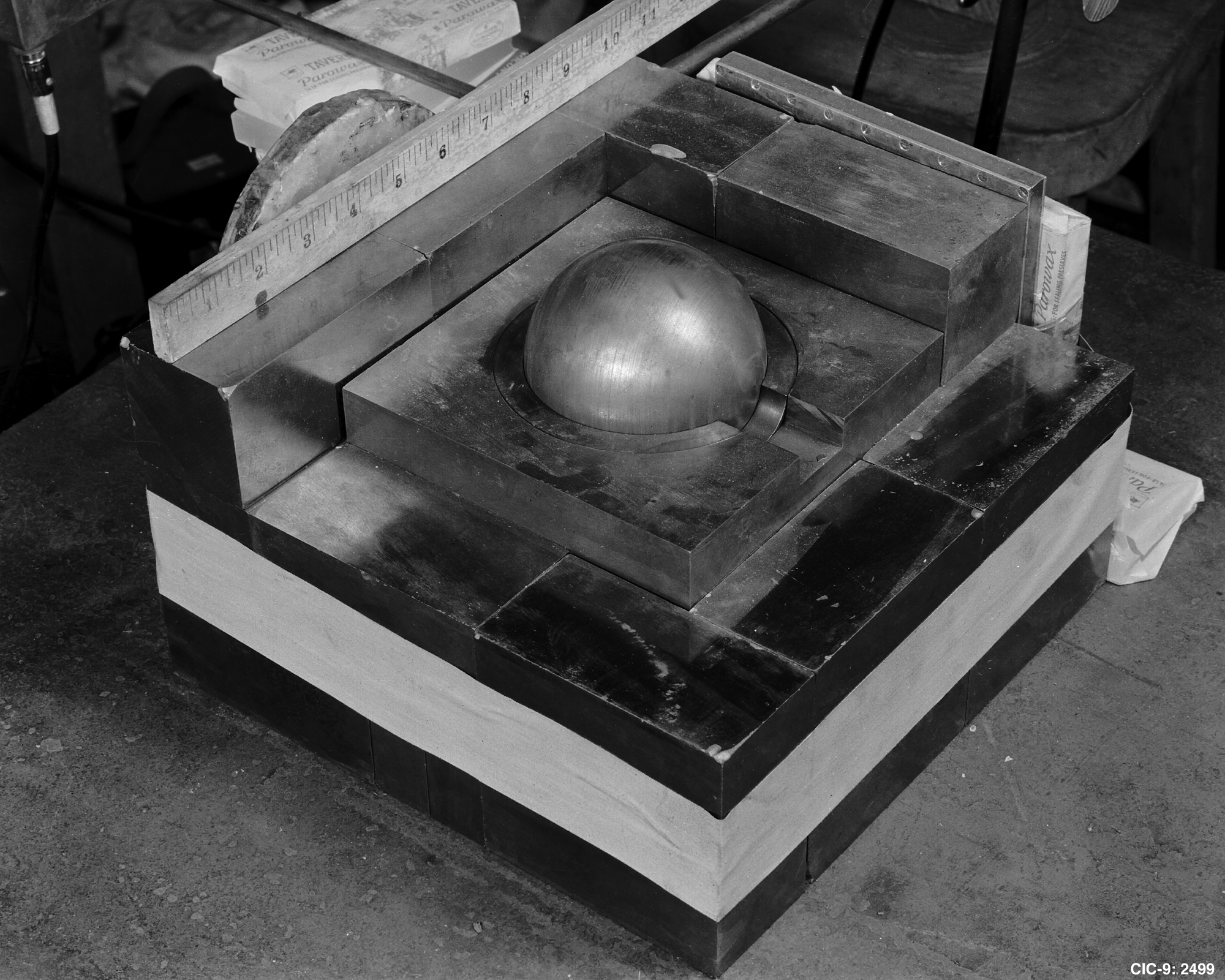
صورة تمثيلية لتجربة أدت إلى حادث عام 1945 مع كتلة من البلوتونيوم محاطة بعاكس للنيوترونات من كربيد التنجستن

لتوضيح مفهوم الكتلة الحرجة، لنتصور كرة بحجم قبضة اليد مصنوعة من اليورانيوم-235، وبعد تحفيز أولي لعملية الانشطار النووي بواسطة تسليط حزمة من النيوترونات على الكرة، سيتولد في المتوسط عدد 2.5 نيوترون جراء هذا الانشطار الأول لنواة ذرة اليورانيوم-235. وهذا يكون كافيا لبدأ انشطار ثان في نواة أخرى من اليورانيوم-235. وأثناء هذه السلسلة المتعاقبة من الانشطارات في اليورانيوم يتسرب الكثير من النيوترونات إلى خارج الكرة ولا تستطيع التفاعل. وبفقد تلك النيوترونات يتوقف التفاعل النووي. ولكن يجب أن يكون معدل تولد النيوترونات داخل الكرة مساو على الأقل لعدد النيوترونات المتسربة إلى الخارج لاستدامة التفاعلات الانشطارية. وهنا يأتي دور الكتلة الحرجة التي يمكن تعريفها بالحد الأدنى من كتلة مادة نووية معينة(يورانيوم-235 أو بلوتونيوم-239) كافية لدوام سلسلات متعاقبة من الانشطارات، ويكون عدد النيوتراونات فيها ثابتا - لا يقل ولا يزيد .
إذا كان العنصر المستخدم في عملية الانشطار النووي ذو كتلة يتطلب تسليطا مستمرا بالنيوترونات لتحفيز الانشطار الأول، فإن هذه الكتلة تسمى الكتلة دون الحرجة.
وإذا كان العنصر المستخدم في عملية الأنشطار النووي ذو كتلة قادرة على توليد سلسلات متعاقبة من الانشطار النووي حتى بدون أي تحفيز خارجي بواسطة تسليط نيوترونات خارجية فيطلق على هذه الحالة الكتلة الفوق حرجة وهي المرحلة المطلوبة لتصنيع القنبلة النووية.

## توضيح الكتلة الحرجة
الحالة الحرجة لكرة من المادة النووية هي حالة متوازنة بين معدل إنتاج النيوترونات في الكتلة ومعدل هروب النيوترونات منها. وتتسم تلك الحالة المتوازنة بعدم تزايد أو تناقص للطاقة الصادرة.
والكتلة الحرجة تعتمد حسابيا على معامل تزايد النيوترونات k، حيث:
k = f / n
حيث:
f متوسط عدد النيوترونات الناتجة من الانشطار الواحد، وتتفاعل وتؤدي إلى انشطار.
n متوسط عدد النيوترونات التي تغادر الكتلة من دون أن تشترك في تفاعل انشطار.
فعندما تكون k = 1، تكون الكتلة حرجة.
تكون الكتلة دون الحرجة subcritical mass عندما لا تستطيع كتلة المادة النووية الحفاظ على استمرار الانشطار النووي. أي إذا صوبنا حزمة من النيوترونات إلى الكتلة فان معظم تلك النيوترونات سيغادر الكتلة من دون اشتراك في التفاعل.
في هذه الحالة تكون k < 1.
وتكون الكتلة فوق حرجة supercritical mass عندما يتزايد معدل التفاعل الانشطاري. وقد تصل الكتلة إلى حالة توازن (أي أن تعود للحالة الحرجة ثانيا) عند درجة حرارة أعلى وبالتالى طاقة صادرة أعلى وقد تحطم نفسها. وتتسم حالة فوق الحرجة بأن تكون k > 1
ملحوظة: حدث مثل هذا الحادث النووي لأول مرة في الولايات المتحدة في مفاعل صغير (مفاعل ثابت 1 ) حيث انفجر المفاعل مما أدى إلى وفاة ثلاثة من العاملين في الحال. كان المفاعل قد وصل إلى حالة فوق الحرجة خلال 4 مللي ثانية بسبب انتزاع قضيب تحكم (الوحيد) عن دون اكتراث.

## الكتلة الحرجة لبعض المواد
بعض تلك الكتل الحرجة للكتلة الكروية العارية، أي من دون عاكس للنيوترونات يعمل على رد النيوترونات الخارجة من الكتلة لتحفيز تفاعلها مع المادة النووية.
كتلة حرجة يورانيوم-235 : 52 كيلوجرام، أي كرة قطر 17 سم.
كتلة حرجة بلوتونيوم-239 : 10 كيلوجرام، أي كرة قطر 10 سم.
كتلة حرجة بلوتونيوم-240 : 40 كيلوجرام، أي كرة قطر 15 سم.
تعتمد الكتلة الحرجة على درجة نقاوة المادة إذ أن الشوائب تمتص النيوترونات وتمنعها من التفاعل، فمثلا إذا كان اليورانيوم-235 مخصبا بدرجة 20 % فقط تصبح الكتلة الحرجة فوق 400 كيلوجراما، وإذا كان اليورانيوم مخصبا لدرجة 15 % تصبح الكتلة الحرجة فوق 600 كيلوجراما. أما الثلاثة أرقام المذكورة أعلاه فهي لدرجة تخصيب تبلغ 99 %.